# Glendale (Wisconsin)
Glendale ist eine Stadt (mit dem Status „City“) im Milwaukee County im US-amerikanischen Bundesstaat Wisconsin. Das U.S. Census Bureau hat bei der Volkszählung 2020 eine Einwohnerzahl von 13.357 ermittelt.
2007 hat das örtliche Baseballteam an den Junior League World Series (bis 14 Jahre) teilgenommen.
Die Stadt Glendale ist Bestandteil der Metropolregion Milwaukee.

## Geografie
Glendale liegt im nordöstlichen Vorortbereich der Stadt Milwaukee am Milwaukee River und etwa einen Kilometer westlich des Michigansees. 
Die geografischen Koordinaten von Glendale sind 43°07′48″ nördlicher Breite und 87°55′40″ westlicher Länge. Das Stadtgebiet erstreckt sich über eine Fläche von 15,46 km². 
Das Stadtzentrum von Milwaukee liegt 13 km südsüdöstlich. Weitere Nachbarorte sind River Hills (an der nördlichen Stadtgrenze), Fox Point (an der nordöstlichen Stadtgrenze) und Whitefish Bay (an der östlichen Stadtgrenze). Im Süden, Südwesten und Westen grenzt Glendale an das Stadtgebiet von Milwaukee.
Die neben Milwaukee nächstgelegenen weiteren Großstädte sind Green Bay (180 km nördlich), Appleton (159 km nordnordwestlich), Wisconsins Hauptstadt Madison (132 km westlich), Chicago im benachbarten Bundesstaat Illinois (159 km südlich) und Racine (55,6 km südsüdöstlich).

## Verkehr
Die Interstate 43, die kürzeste Verbindung von Milwaukee nach Green Bay, verläuft in Nord-Süd-Richtung durch den Osten von Glendale. Parallel dazu verläuft der Wisconsin State Highway 57 als Hauptstraße durch das Zentrum der Stadt. Alle weiteren Straßen in Glendale sind untergeordnete Landstraßen, unbefestigte Fahrwege oder innerörtliche Verbindungsstraßen.
Durch das Stadtgebiet von Glendale verlaufen mehrere Eisenbahnlinien für den Frachtverkehr der Wisconsin and Southern Railroad und der Canadian National Railway.
23,1 km südlich von Glendale befindet sich der Milwaukee Mitchell International Airport von Milwaukee.

## Geschichte
Nachdem das Gebiet der heutigen Stadt bis in die erste Hälfte des 19. Jahrhunderts von Indianern der Potawatomi und der Winnebago besiedelt war, erfolgte nach der Abtretung des Gebiets an die US-Regierung im Jahr 1833 die systematische Ansiedlung von europäischen, meist deutschen Einwanderern. 
Das Gebiet der heutigen Stadt Glendale lag auf dem Gebiet der 1836 gegründeten Town of Milwaukee, einer Untergliederung des gleichnamigen Countys. 1872 wurde das Rathaus der Town in Glendale errichtet.
Seit dem Ende des Zweiten Weltkrieges gab es zunehmende Bestrebungen zur Gründung einer selbstverwalteten Kommune. Diese stießen auf Widerstand der nahen Großstadt Milwaukee, die in das Umland expandieren wollte. 1950 wurde aber die City of Glendale inkorporiert, die sich zu einem Vorort von Milwaukee entwickelte.

## Bevölkerung
Nach der Volkszählung im Jahr 2010 lebten in Glendale 12.872 Menschen in 5815 Haushalten. Die Bevölkerungsdichte betrug 832,6 Einwohner pro Quadratkilometer. In den 5815 Haushalten lebten statistisch je 2,14 Personen. 
Ethnisch betrachtet setzte sich die Bevölkerung zusammen aus 79,4 Prozent Weißen, 14,1 Prozent Afroamerikanern, 0,2 Prozent amerikanischen Ureinwohnern, 3,2 Prozent Asiaten, 0,1 Prozent Polynesiern sowie 0,7 Prozent aus anderen ethnischen Gruppen; 2,3 Prozent stammten von zwei oder mehr Ethnien ab. Unabhängig von der ethnischen Zugehörigkeit waren 3,6 Prozent der Bevölkerung spanischer oder lateinamerikanischer Abstammung. 
18,7 Prozent der Bevölkerung waren unter 18 Jahre alt, 58,7 Prozent waren zwischen 18 und 64 und 22,6 Prozent waren 65 Jahre oder älter. 53,6 Prozent der Bevölkerung waren weiblich.
Das mittlere jährliche Einkommen eines Haushalts lag bei 59.090 USD. Das Pro-Kopf-Einkommen betrug 32.625 USD. 8,8 Prozent der Einwohner lebten unterhalb der Armutsgrenze.

## Bekannte Bewohner
- Monte Davidoff (* 1956), Programmierer
- David Einhorn (* 1968), Hedgefonds-Manager
- Charles Goldenberg (1910–1986), Footballspieler